# BBモバイル
BBモバイル株式会社（ビービーモバイル）は、かつて存在したソフトバンクグループ傘下の電気通信事業者。

## 概要
ソフトバンクの株を所有していた会社で、自社では事業を行っていなかった。
本来は、ボーダフォン（日本法人）買収の決定以前にソフトバンクグループが自前で携帯電話事業に参入することを前提に、その事業会社となることを想定して設立された会社である。2005年11月にイー・モバイルと共にW-CDMA方式で1.7GHz帯を5MHz幅分使用する免許を取得したが、ボーダフォンの買収に舵を切ったことに伴い、免許を返上した。
免許取得以前にはau（KDDI・沖縄セルラー連合）及びNTTドコモのみに割り当てるとした総務省の800MHz帯の再編案へ反対し、NTTドコモのFOMAプラスエリアの開始が遅れるなどした。
ちなみに、BBモバイルが携帯電話事業の免許を所得した際に割り当てられた周波数は、第3.9世代移動通信システム向けの周波数割り当てが行われた際にイー・モバイル（後にイー・アクセスに吸収→ワイモバイルを経て現在のソフトバンク）へ割り当てられており、イー・アクセスではこの帯域をLTEとDC-HSDPA（後者は、従前の帯域と併せる形で利用）に利用している。
2015年12月1日に、親会社であるモバイルテックと共に、ソフトバンクグループに吸収合併され、解散。